# 皮奥特爾·諾瓦克沃斯基
皮奥特爾·諾瓦克沃斯基（波蘭語：Piotr Nowakowski；1987年12月18日—）是一位波蘭排球運動員。他也代表波蘭國家排球隊參賽，參加了2012年倫敦奧運會和2014年世界排球錦標賽，並為波蘭獲得了世錦賽金牌。